# 枚方市内100円バス
枚方市内100円バス（ひらかたしないひゃくえんバス）は、京阪バスが大阪府枚方市でかつて運行していた100円バスおよびコミュニティバスである。路線名は「枚方市内循環線」であった。

## 概要
- 2001年3月26日 - 路線開設
- 2018年3月30日 - 路線廃止

## 運賃・乗車券類
- 大人・小児同額で100円
- 運賃支払は現金のみで、定期券、京阪バス1dayチケット、スルッとKANSAI、京阪グループ共通バスカード、PiTaPaなどは使用できなかった。
  - 当経路を担当する車両にはカードリーダーが設置されているが、この経路での運用時はカバーが掛けられていた。

## 路線
- 枚方市駅 - 官公庁団地 - 田宮 - 星ヶ丘病院 - 中宮山戸町 - 市民病院前 - 禁野口（左回りのみ停車） - 枚方市駅

枚方市駅より官公庁団地方面を左回り、市民病院前方面を右回りとする。
イズミヤ前、中宮住宅前、関西外大は通過。枚方市駅は南口発着となっていた。

## 車両
京阪バス枚方営業所に配備されている車両のうち、ワンステップバスまたはノンステップバスが限定使用されている（2002年以前はワンステップバス車限定）。方向幕式の車両については、緑地に白文字の特別仕様の「100円バス」と書かれた方向幕が使用される。